# Gordionus lenae
Gordionus lenae är en tagelmaskart som beskrevs av Heinze 1937. Gordionus lenae ingår i släktet Gordionus och familjen Chordodidae. Inga underarter finns listade i Catalogue of Life.